# Obszar spisowy Valdez–Cordova
Obszar spisowy Valdez–Cordova (ang. Valdez-Cordova Census Area) – obszar spisu powszechnego (ang. census area) w Stanach Zjednoczonych położony w stanie Alaska i wchodzący w skład okręgu niezorganizowanego. Największymi ośrodkami miejskimi położonymi na obszarze są Valdez i Cordova.
Zamieszkany przez 9636 osób. Największy odsetek ludności stanowi ludność biała (74,0%) oraz rdzenni mieszkańcy (13,6%).